# 夏尔-弗朗索瓦·布里索·德米尔贝尔
夏尔-弗朗索瓦·布里索·德米尔贝尔 （法語：Charles-François Brisseau de Mirbel，1776年3月27日—1854年9月12日）是法国植物学家和政治家，是植物细胞学的奠基人。
他出生于巴黎，20岁时就已经成为法國國立自然史博物館的助理自然学者，并开始用显微镜研究植物的细胞结构。
1802年，他发表了他的论文《植物解剖學及生理學專論》，奠定了他作为法国植物细胞学、组织学和植物生理学创始人的地位，他推测植物的所有结构都是由薄壁组织分化出来的，1809年，他观察到每个植物细胞都具有细胞壁，这是对细胞学的重要贡献。
1803年，他被任命为拿破伦的玛尔麦松城堡植物园的负责人，在这里他研究并发表了关于植物组织结构和器官分化的论文，并观察和阐述了叶苔门地钱属植物的形态。上述论文使他加入了法兰西科学院，并成为巴黎大学植物系的主任。1815年他出版了专著《植物生理學與植物學綱要》。
波旁王朝复辟后，他的朋友作为内务部长，推荐他成为内务部秘书长，但1829年复辟王朝倒台后，他的政治生涯也结束了，重新回到自然史博物館，作为巴黎植物园的园长和博物馆的文化部长。1837年他被选为伦敦的英国皇家学会的外籍院士。
他1823年和一位法国画家结婚，1854年在香佩莱逝世。植物中的米尔贝利豆属是以他命名的。

## 主要著作
- 1802年，《植物解剖學及生理學專論》(Traité d'anatomie et de physiologie végétale)
- 1802年-1806年，《自然史－植物總論及特論》(Histoire naturelle, générale et particulière de plantes)
- 1809年，《植物組成理論之揭露》(Exposition de la théorie de l'organisation végétale)
- 1815年，《植物生理學與植物學綱要》(Éléments de physiologie végétale et de botanique)